# A Lenda do Dragão
A Lenda do Dragão (Legend of the Dragon, no original) foi uma série de desenho animado produzida e exibida pela Jetix do Reino Unido. No Brasil foi exibido pela Nickelodeon, além de ter uma rápida passagem pela Band no programa Band Kids, e em seguida pelo canal pago PlayTV. Em Portugal, foi exibido pela SIC K. Também teve um jogo para Playstation 2 lançado em 2007.

## Enredo
Baseado nos doze antigos símbolos do zodíaco chinês, “A Lenda do Dragão” conta a saga de dois gêmeos de Hong Kong. Ang treinou com o novo Mestre dos Dragões, e sua irmã Ling foi levada para o lado negro devido ao seu grande desejo de poder.